# Río Ventura
El río Ventura, en el oeste del condado de Ventura en el sur de California, Estados Unidos, fluye 16,2 millas (26,1 km) desde su cabecera hasta el Océano Pacífico. El más pequeño de los tres ríos principales del condado de Ventura, fluye a través del valle de Ventura, estrecho y de pendiente pronunciada, con sus últimos 0,7 millas (1,1 km) a través del estuario más amplio del río Ventura, que se extiende desde donde cruza por debajo de un puente de la autopista 101 a través de al Océano Pacífico.

## Geografía Física

### Cuenca
La cuenca del río Ventura abarca 226 millas cuadradas (590 km2) y consta de montañas escarpadas y colinas, con altitudes que van desde los 6010 pies (1830 m) hasta el nivel del mar. Los suelos de los valles albergan comunidades y granjas. Las condiciones en gran parte de la cuenca siguen siendo naturales y sin desarrollar, con el 57% de su superficie terrestre en estado protegido. La mayoría de los principales arroyos y drenajes de la cuenca no están canalizados, aunque los patrones hidrológicos naturales han sido modificados por dos represas (Casitas y Matilija) y tres diques (el río Ventura, Casitas Springs y Live Oak).
La tierra desarrollada (excluyendo el pastoreo) comprende solo alrededor del 13% del área total de tierra en la cuenca. La mitad norte de la cuenca se encuentra dentro del Bosque Nacional Los Padres. La mitad sur de la cuenca tiene la agricultura como uso predominante de la tierra, con cítricos y aguacates de regadío como cultivos principales, mientras que una parte importante de la tierra se utiliza para el pastoreo de ganado. El área poblada incluye dos ciudades y varias comunidades no incorporadas. La más pequeña de las dos ciudades, Ojai, se encuentra completamente dentro de la cuenca, 13 millas tierra adentro (21 km) a una altitud de 746 pies (227 m). Solo el 13% de la ciudad más grande de Ventura se encuentra dentro de la cuenca, adyacente a la costa en el tramo inferior del río Ventura.
La población de la cuenca es relativamente pequeña y la tasa de crecimiento es baja. La población es de aproximadamente 44.140, lo que representa solo el 5,4 % de la población del condado de Ventura (según el censo de 2010). La población es 58% blanca, 37% hispana o latina, 2% asiática y 3% de otras razas. Los ingresos varían ampliamente y varias áreas califican como comunidades desfavorecidas o gravemente desfavorecidas.

### Curso
El río fluye 16,2 millas (26,1 km) desde su cabecera hasta el Océano Pacífico. El más pequeño de los tres ríos principales del condado de Ventura, la corriente de origen del río Ventura es Matilija Creek, desde su confluencia con North Fork Matilija Creek. Matilija Creek es el afluente de mayor volumen del río Ventura, seguido por San Antonio Creek, que se une al río Ventura desde el este hasta la mitad del océano; Coyote Creek ingresa al río desde el oeste a unas 7 millas (11 km) de la desembocadura del río y Cañada Larga Creek desde el este, unas pocas millas río abajo. Gran parte de la ruta del río Ventura está contenida por los lados empinados del estrecho valle de Ventura, con sus últimas 0,7 millas (1,1 km) a través del estuario más amplio del río Ventura, que se extiende desde donde cruza bajo un puente de la autopista 101 a través de al Océano Pacífico.

### Clima
Las precipitaciones varían geográficamente, estacionalmente y de un año a otro. La precipitación media anual es de 14,12 pulgadas o 359 milímetros en la cuenca inferior, 19,20 pulgadas o 488 milímetros en la cuenca media y 28,74 pulgadas o 730 milímetros en la cuenca superior. Sin embargo, incluso en la cuenca superior subhúmeda, las lluvias son poco frecuentes (caen en tan pocos días en un año como en el cálido y árido Phoenix, Arizona), pero cuando llueve, puede ser extremadamente fuerte con un total de 20 pulgadas o 510 milímetros en un año. Semana no infrecuente en las cuencas media y alta. En consecuencia, los ciclos de sequía e inundación son la norma: como ilustración, en el asentamiento principal de Ojai desde 1906, el 67 por ciento de los años ha tenido menos precipitaciones que la media.
Muchas partes de la red de arroyos del río Ventura suelen estar secas durante gran parte del año. El agua superficial desaparece fácilmente bajo tierra en algunos tramos de arroyos (segmentos); en otros, el agua subterránea alimenta regularmente el flujo de agua.

### Ecología
La topografía accidentada de la cuenca, su estado en gran parte subdesarrollado y el clima mediterráneo se combinan para crear un área de biodiversidad excepcional. Es compatible con una amplia gama de hábitats naturales, que incluyen pastizales, matorrales costeros de salvia, chaparrales, bosques de robles y sabanas; bosques de coníferas; matorral de ribera, bosques y humedales; matorral aluvial; hábitats acuáticos de agua dulce; humedales estuarinos; y guijarros costeros, dunas y hábitats intermareales. El estuario del río Ventura, en la desembocadura del río Ventura, es un hábitat de humedal excepcionalmente valioso y un recurso ecológico en la cuenca.
La cuenca alberga numerosas especies y hábitats protegidos, incluidas 137 plantas y animales protegidos a nivel federal, estatal o local. La trucha arcoíris del sur de California, en peligro federal (incluida en 1997), es de particular importancia, dado el clima a menudo seco y siempre variable de la cuenca. La trucha arco iris que se encuentra en el río Ventura es parte del Segmento de Población Distinta (DPS) de la trucha arcoíris del sur de California y se incluyó en la lista federal de especies en peligro de extinción. El análisis genético de la trucha arcoíris (Oncorhynchus mykiss) en la cuenca del río Ventura (tanto por encima como por debajo de la presa Matilija) ha demostrado que son poblaciones nativas y no de criadero.

### Calidad del agua
El desarrollo limitado de la tierra y las grandes áreas de hábitat protegido en la cuenca ayudan a mantener las aguas superficiales relativamente limpias en comparación con las áreas más desarrolladas de la región. Sin embargo, todos los principales cuerpos de agua de la cuenca se encuentran en la lista de cuerpos de agua deteriorados de la Sección 303(d) de la Ley de Agua Limpia. Las aguas superficiales se ven afectadas por una serie de factores, que incluyen basura, algas, desvío/bombeo de agua, condiciones eutróficas, oxígeno disuelto bajo, nitrógeno, barreras para peces, coliformes, bacterias, mercurio y sólidos disueltos totales.
El estuario ha estado en la lista 303(d) de la Ley de Agua Limpia por deterioro de la basura durante más de 10 años. En 2008, la Junta Regional de Control de Calidad del Agua de Los Ángeles adoptó la Carga Diaria Máxima Total de Basura del Estuario del Río Ventura (TMDL) para abordar el deterioro y establecer órdenes de cronograma para mejorar la calidad del agua en este segmento de la cuenca.

## Historia
Una refinería de petróleo de USA Petrochem, situada dentro de la llanura aluvial de 100 años del río, se cerró en 1985. En agosto de 2012, la Agencia de Protección Ambiental (EPA) determinó que se había producido una descarga en aguas navegables de los Estados Unidos en violación de la Ley de Agua Limpia. La evaluación del sitio de la EPA encontró que había numerosas tuberías con fugas, tanques con fugas y recipientes de producción con fugas en toda la propiedad abandonada. El sitio tampoco cumplía con la Carga Diaria Máxima Total de Basura del Estuario del Río Ventura de la Junta de Control de Calidad del Agua de Los Ángeles. La EPA emitió una orden de limpieza del sitio o se solicitarían multas diarias al propietario. En 2015, el propietario del sitio acordó retirar toda la maquinaria y el equipo, lo que completaría la limpieza de la planta.

### Inundación
Las precipitaciones en Matilija Wilderness, las cabeceras del río, son las más altas del condado de Ventura, con una precipitación media anual que es más del doble que la precipitación en la costa. El terreno escarpado de la cuenca del río Ventura, junto con los aguaceros intensos que pueden ocurrir en sus partes superiores, dan como resultado condiciones de inundación repentina en las que las aguas suben y bajan en cuestión de horas. Se han producido inundaciones importantes o moderadas una vez cada cinco años en promedio desde 1933.
La inundación más dañina registrada en la cuenca del río Ventura ocurrió en 1969. La cuenca sobre Ojai recibió 43 pulgadas (1100 mm) de lluvia en nueve días en enero. Las aguas de la inundación y los escombros asociados inundaron las casas en Casitas Springs y Live Oak Acres. Mucha tierra agrícola, principalmente plantaciones de cítricos, resultó gravemente dañada o destruida. En todo el condado de Ventura, las instalaciones de transporte, incluidas carreteras, puentes y vías férreas, sufrieron daños. La planta de tratamiento de aguas residuales debajo de Foster Park sufrió graves daños y vertió aguas residuales sin tratar en el río Ventura. Además, las líneas troncales de alcantarillado se rompieron a lo largo del río Ventura y el arroyo San Antonio. Las aguas residuales sin tratar contaminaron el río y la playa. La capacidad del embalse de Matilija se redujo significativamente por la sedimentación de la inundación.

## Modificaciones

### Suministro de agua
A diferencia de casi todos sus vecinos del sur de California, la cuenca del río Ventura depende en un 100 % de los suministros de agua locales. El lago Casitas sirve como el principal reservorio de suministro de agua superficial en la cuenca y se depende en gran medida del agua subterránea. En promedio, el agua superficial comprende alrededor del 55 % del agua recuperada de la cuenca y el agua subterránea comprende alrededor del 45 %.
Ciclos de sequía e inundaciones ocurren regularmente. La precipitación anual en el centro de Ojai ha oscilado entre un mínimo de siete pulgadas y un máximo de 49 pulgadas, una variación de siete veces. Debido a que la cantidad anual de lluvia recibida es muy variable, los suministros de agua deben manejarse con precaución.
Dos pequeñas cuencas costeras, la cuenca de North Ventura Coastal Streams y la cuenca de Buenaventura, flanquean la sección inferior de la cuenca del río Ventura y dependen de su agua. El agua de la cuenca del río Ventura se usa para regar los huertos de aguacate en la cuenca de los arroyos costeros del norte de Ventura y sirve a una población significativa dentro de la ciudad de Ventura.

### Especies invasivas
La cuenca es desafiada por plantas invasoras no autóctonas, como juncos gigantes, plantas de hielo y ricino, que ahogan los sauces y las marismas del área del estuario que normalmente albergan la fauna nativa. Los planes y proyectos han estado en marcha desde la década de 1990 para restaurar las características naturales, la flora y la fauna del río.

### Presas
El caudal del río Ventura y su afluente Coyote Creek se ha reducido por la finalización de la presa Casitas, que forma el embalse Casitas. La presa está en Coyote Creek, aproximadamente 2 millas río arriba del cruce con el río Ventura. La represa de desvío de Robles se construyó en el río Ventura en 1958 para desviar hasta 107 800 acres-pie de agua por año a través de un canal de cuatro millas y media hasta el embalse de Casitas. Alrededor del 40% del agua total del lago Casitas proviene de los altos caudales invernales del río Ventura. El Distrito Municipal de Agua de Casitas vende agua a clientes domésticos y agrícolas.
El arroyo Matilija, arroyo de origen y principal afluente del río Ventura, está controlado por la presa Matilija. Completado en 1948, fue construido para almacenar 7000 acres-pie (8 600 000 m3) de agua, pero los sedimentos han reducido su capacidad en un 90 %. La represa Matilija fue construida por el condado de Ventura, en contra del consejo del Cuerpo de Ingenieros del Ejército de los Estados Unidos, quien señaló que las características de las vías fluviales en la región conducirían a la acumulación de sedimentos, lo que haría que la represa fuera ineficaz y peligrosa.
Se está llevando a cabo un importante proyecto para eliminar la presa de Matilija, en parte para devolver el acceso a la trucha arco iris al hábitat de desove y, al mismo tiempo, mejorar la cuenca hidrográfica en general. Desde 1998, los esfuerzos para remover la represa han recibido aprobaciones regulatorias pero poca financiación, con una sección ceremonial removida por última vez en 2001.

## Administración

### Protección
El lecho del río y la tierra adyacente están protegidos por Ojai Valley Land Conservancy (OVLC), Ventura Land Trust, el distrito de protección de cuencas hidrográficas del condado de Ventura, los parques del condado de Ventura y la ciudad de Ventura. La reserva del río Ventura, propiedad de OVLC, protege 1600 acres (650 ha) de tierra en el río y sus alrededores, incluidas 3 millas (4,8 km) del río.
El Consejo de la Cuenca del Río Ventura, que incluye agencias gubernamentales, grupos sin fines de lucro, empresas, grupos comunitarios e individuos, preparó un plan de gestión de la cuenca. Aprobado en 2015, este plan integral proponía formas de mejorar la salud y la sostenibilidad de la cuenca.
Acampar en el lecho del río Ventura, que está seco la mayor parte del año, fue prohibido por el Ayuntamiento de Ventura en 1995 después de que las inundaciones mataran a un hombre y provocaran la evacuación de otras 12 personas cerca del puente de Main Street.